# Eric Pickles
Eric Jack Pickles, né le 20 avril 1952, est un homme politique britannique. 
De 2010 à 2015, il est secrétaire d'État aux Communautés et au Gouvernement local dans le gouvernement Cameron et président du Parti conservateur de 2009 à 2010.

## Biographie
Eric Pickles est Special Envoy for Post-Holocaust issues depuis septembre 2015.
Il est un membre éminent du Conservative Friends of Israel, un groupe de pression pro-israélien.
Il ne s'est pas représenté aux élections générales de 2017.